# Limnephilus acnestus
Limnephilus acnestus là một loài Trichoptera trong họ Limnephilidae. Chúng phân bố ở miền Tân bắc.